# Joppa elegantula
Joppa elegantula là một loài tò vò trong họ Ichneumonidae.